# Belleville-sur-Vie
Belleville-sur-Vie je francouzská obec v departementu Vendée v Pays de la Loire. V roce 2015 zde žilo 3 850 obyvatel.